# Ildjarn
Ildjarn (Ильдъярн) — сольный музыкальный проект Видара Воэра (норв. Vidar Våer), основанный в 1991 году. Часть работ была записана в соавторстве с музыкантом под псевдонимом Нидхёгг (Nidhogg). Проект был активен до 1997 года и прекратил своё существование в 2005 году. Часть релизов Ildjarn представляла собой блэк-метал с неразборчивым вокалом и низким качеством записи, другая часть — эмбиент. Альбомы Landscapes (1996) и Hardangervidda (2002) были записаны с использованием исключительно синтезатора.
Был опубликован текст только одной песни Ildjarn — «Eksistensens Jeger» со сборника Ildjarn-Nidhogg.
В 2006 году на сайте проекта было объявлено, что публикация новостей прекращена. Поломка четырёхдорожечного магнитофона Воэра, который также использовался на ранних записях Emperor, стала одной из причин прекращения проекта.

## Дискография
- 1992 — Seven Harmonies of Unknown Truths — демо;
- 1993 — Ildjarn — демо;
- 1993 — Norse — EP (соавторская работа с Нидхёггом в жанре блэк-метал);
- 1994 — Minnesjord — демо;
- 1995 — Ildjarn — полноформатный альбом;
- 1996 — Forest Poetry — полноформатный альбом;
- 1996 — Landscapes — полноформатный альбом;
- 1996 — Strength and Anger — полноформатный альбом;
- 1996 — Svartfråd — EP (соавторская работа с Нидхёггом в жанре блэк-метал);
- 2002 — Hardangervidda — полноформатный альбом (соавторская работа с Нидхёггом в жанре эмбиент);
- 2002 — Hardangervidda Part 2 — EP (соавторская работа с Нидхёггом в жанре эмбиент);
- 2004 — Nocturnal Visions — EP;
- 2013 — Those Once Mighty Fallen — сплит с Hate Forest[англ.].

### Сборники
- 1995 — Det Frysende Nordariket — объединяет Ildjarn Demo, Norse, Minnesjord;
- 2002 — 1992—1995 — сборник песен 1992—1995 годов;
- 2003 — Ildjarn-Nidhogg — состоит из двух соавторских работ с Нидхёггом: Norse и Svartfråd;
- 2004 — Minnesjord — The Dark Soil — EP (композиции с демо Ildjarn и Minnesjord);
- 2005 — Ildjarn 93 — содержит ранее неизданные композиции 1993 года;
- 2005 — Ildjarn is Dead — содержит все демо и выдержки из демо.
- 2012 — Rarities

## Участники
- Ildjarn (Видар Воэр) — вокал, гитара, бас-гитара, ударные, синтезатор

### Временные участники
- Нидхёгг — вокал, клавишные, ударные
- Самот — вокал
- Исан — вокал